# Здание дворянского собрания (Великий Новгород)
Зда́ние Дворя́нского собра́ния — трёхэтажное кирпичное здание в стиле классицизма с оградой, располагающееся в историческом центре города Великого Новгорода по адресу: площадь Победы — Софийская, 2. Здание является памятником архитектуры XIX века и объектом культурного наследия с региональной категорией охраны в соответствии с решением облисполкома № 104 от 31.05.2002 года.

## Архитектура здания
Первоначально архитектура здания была решена в стиле эклектики с использованием классицизма, петровского барокко и древнерусского зодчества. Главный фасад имел пять фронтонов в форме кокошника, в которых располагались лепные гербы Новгорода и других уездных городов Новгородской губернии.
В ходе Великой Отечественной войны здание сильно пострадало. В 1950-х годах был убран фасадный декор и надстроен третий этаж. Архитектура здания решена в формах поздней классики. К главному фасаду пристроен массивный парадный портик, украшенный колоннадой тосканского ордера и завершенный аттиком.

## История

### В Российской империи

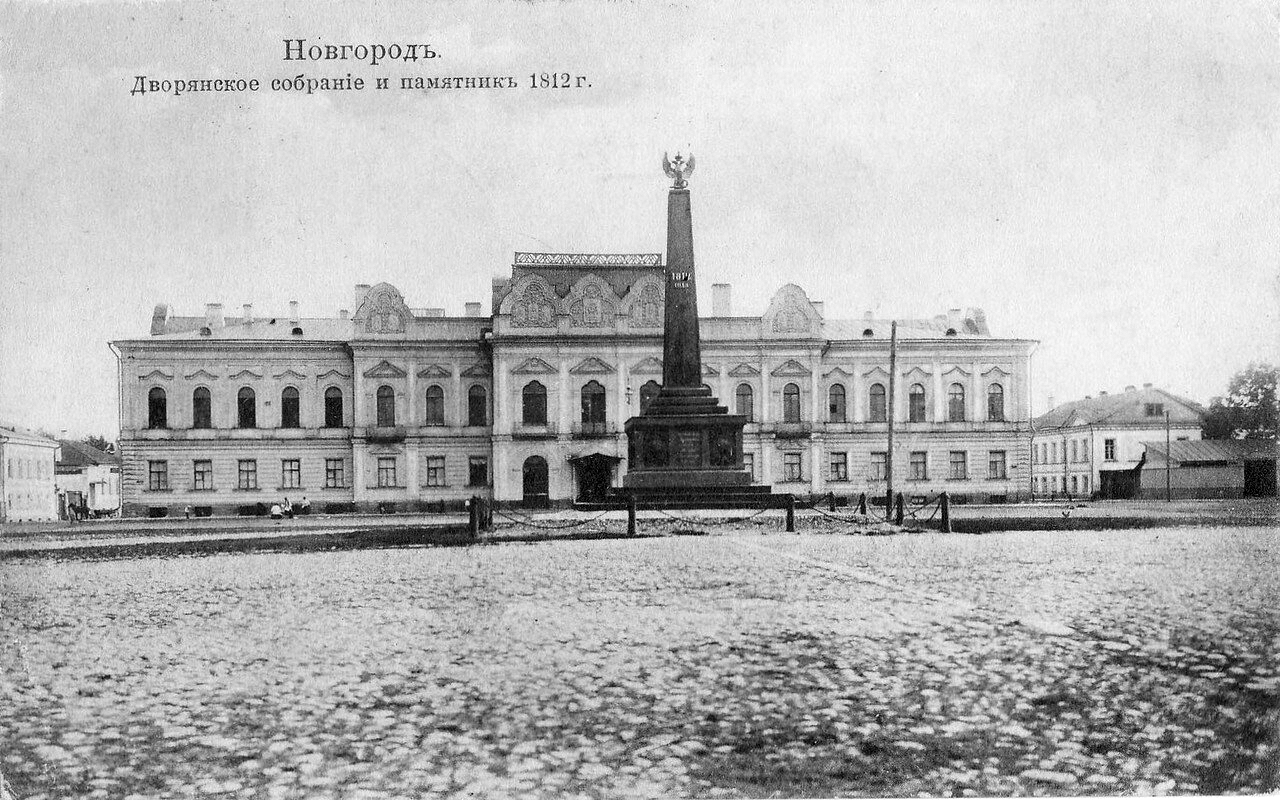
Здание Дворянского собрания и памятник Новгородскому ополчению 1812 года. Конец XIX начало XX века.

Здание Дворянского собрания строилось с 1850 по 1852 год по проекту петербургского архитектора Андрея Ивановича Штакеншнейдера.
Строительством здания занимался губернский предводитель дворянства князь Александр Илларионович Васильчиков. Руководил строительством здания губернский архитектор Александр Мусселиус.
Дом Дворянского собрания, вместе с домом Добромысловых, разделил единую до того большую площадь на Софийскую и Сенную площади и стал украшением и достопримечательностью губернского города.
В здании размещались квартиры губернского и уездного предводителей дворянства, канцелярия, библиотека. Раз в три года проводились губернские дворянские собрания, на которых решались насущные вопросы и проблемы, касающиеся дворянства.
В 1860 году на Софийской площади перед зданием Дворянского собрания был установлен перенесённый из Новгородского кремля памятник Новгородскому ополчению 1812 года.
Здание Дворянского собрания стало местом проведения культурных и общественно значимых мероприятий.
В 1862 году «в красивом белом с золотом зале Дворянского собрания, украшенном большим, во весь рост, портретом царя-освободителя» , при губернаторе В. Я. Скарятине и губернском предводителе дворянства князе Н. Е. Мышецком прошли торжества по случаю 1000-летия российской государственности и открытия памятника «Тысячелетие России», на которых присутствовал император Александр II с государыней Марией Александровной и многочисленной свитой.
В июле 1882 года здание Дворянского собрания стало местом проведения съезда народных учителей Новгородской губернии, почётным членом которого был Иван Павлович Можайский, внёсший огромный вклад в организацию системы народного образования в Новгородской губернии.
С 22 июля (4 августа) по 6 (19) августа 1911 года в здании Дворянского собрания прошёл XV Археологический съезд.
В залах Дворянского собрания регулярно проходили заседания Новгородского общества любителей древности. На протяжении многих лет здесь ставил спектакли и проводил музыкальные вечера любительский артистический кружок.

### Советский период
В декабре 1917 году, после Октябрьской революции, в здании разместился исполнительный комитет Новгородского губернского Совета рабочих, солдатских и крестьянских депутатов.
19 февраля 1919 года в здании исполкома выступал прибывший в Новгород народный комиссар по военным делам Лев Троцкий.
В 1920 году здание было передано профсоюзам и стало Домом союзов, а с 1921 года бывшее Дворянское собрание стали называть Дворцом труда.
В 1923 году часть здания была отведена под единый губернский рабочий клуб с читальней, выставкой профессиональных достижений и отделом историко-политических воспоминаний.
7 ноября 1923 года после капитального ремонта здания состоялось торжественное открытие Клуба профсоюзов. Клуб занял весь второй этаж и имел библиотеку, шахматную комнату, чайный буфет.
В 1941 году при захвате немецкими оккупантами Новгорода здание бывшего Дворянского собрания сильно пострадало и долгое время стояло в полуразрушенном состоянии.
В 1952—1956 годах, под руководством главного архитектора города Людмилы Васильевны Ефановой, архитекторов Василия Ефимовича Гревцева и Ильи Иосифовича Кушнира, для создания монументальности Софийской площади здание бывшего Дворянского собрания подверглось реконструкции, существенно изменившей его облик.
После реконструкции в здании разместилась советско-партийная школа.
В 1961 году здание было передано общетехническому факультету Ленинградского электротехнического института (ЛЭТИ), спустя три года ставшему филиалом. Постановлением Совета Министров СССР от 15 июня 1973 года № 412 «Об организации в Новгороде политехнического института» на базе филиала Ленинградского электротехнического института был создан Новгородский политехнический институт (НПИ), занимавший здание до конца 1980-х годов.

### Постсоветский период
В 1993 году Администрация Новгородской области приняла решение передать здание Новгородскому государственному объединённому музею-заповеднику для размещения в его залах Музея изобразительных искусств.

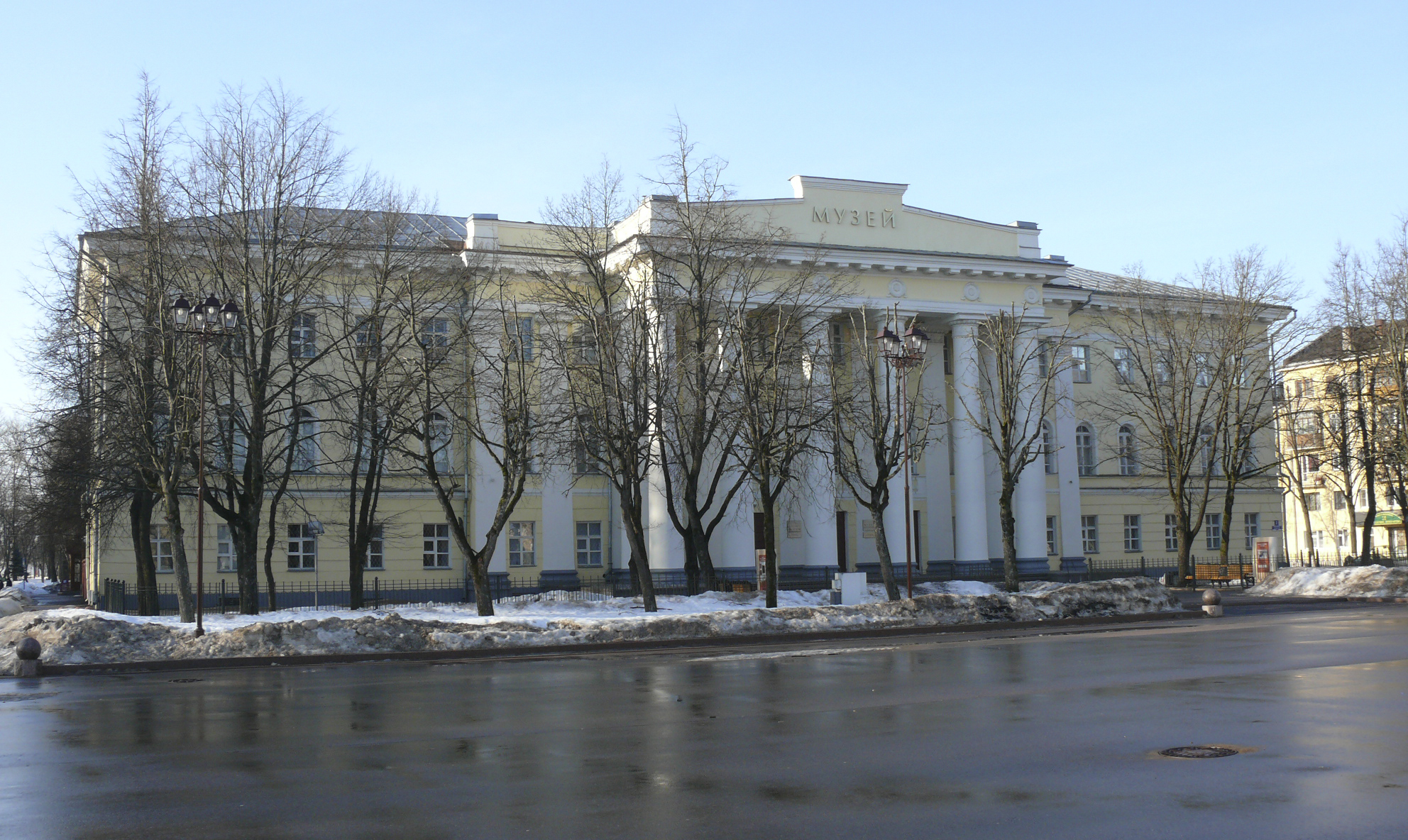
Здание музея в 2010 году

1 июня 2001 года после длительной реконструкции состоялась церемония открытия здания бывшего губернского Дворянского собрания, а 2 июня был открыт Музей изобразительных искусств, являющийся частью Новгородского музея-заповедника.